# Schleitheim
Schleitheim är en ort och kommun i kantonen Schaffhausen, Schweiz. Kommunen hade 1 807 invånare (2023).